# Salzburger Gruppe
Die Salzburger Gruppe war eine 1951 gegründete Vereinigung Salzburger Künstler, die  nach eigenem Selbstverständnis die „Spitzengruppe der Salzburger bildenden Künstlerschaft“ bildete. Die selbstdefinierten Aufgaben waren die für Künstler üblichen (z. B. Organisation von Ausstellungen, Beteiligung an auswärtigen Ausstellungen, Vermittlung von Aufträgen, Verbindung zu Behörden, anderen Kunstvereinigungen). Ein einheitliches Programm wurde von der Gruppe nicht verfolgt, im Gegenteil, das Motto war „geistige Pluralität“. Die Künstler verstanden sich aber als Vertreter der sogenannten „moderne Kunst“, die im Kunstbetrieb Salzburgs bis dahin nicht repräsentiert war.
Zu ihr rechneten sich u. a. Gustav Kurt Beck, Rudolf Hradil, Werner Otte, Herbert Breiter, Helga Eiterer,  Trude Engelsberger, Hildegard Jantsch, Johanna Jank-Leden, Kay Krasnitzky, Agnes Muthspiel, Erna Neunteufel, Hermann Ober, Slavi Soucek, Irma Rafaela Toledo und Anton Steinhart. Diese Maler standen sich besonders nahe. Eine Besonderheit war deshalb, dass – wenn eine Ausstellung bevorstand – die Gruppe von Atelier zu Atelier zog und gemeinsam die besten Arbeiten aussuchte. Zu den Ausstellungen wurden auch Künstlergäste eingeladen. Die erste Ausstellung fand in Salzburg 1952 und dann im zweijährlichen Turnus statt.
Die Galerie „Kunst der Gegenwart“ ist ebenfalls aus diesem Umfeld als Gründung durch Gustav Kurt Beck und Slavi Soucek hervorgegangen. 1978 wurde die Galerie aufgelöst und nur noch über die angeschlossene Grafische Versuchswerkstatt (heute Grafische Werkstatt im Traklhaus) betrieben.
In Zusammenarbeit mit dem Salzburger Kunstverein wurden bis Ende der 1960er Jahre in- und ausländische Ausstellungen durchgeführt.
Diese Gruppierung löste sich am 5. November 1969 auf. Als Begründung wurde – wie im letzten Protokoll der Gruppe zu lesen ist – genannt, dass sie ihre Zweckbestimmung erfüllt habe, die offiziellen Subventionen eingestellt wurden und ein Nachwuchs an jungen Künstlern nicht vorhanden sei.